# BigPark
BigPark war ein kanadisches Entwicklungsstudio für Videospiele.

## Geschichte
BigPark wurde 2009 von Microsoft übernommen, wenige Monate vor der Ankündigung von Kinect (damals als „Project Natal“ bekannt). Das erste Projekt von BigPark war Joy Ride, ein Gelegenheitsrennspiel, das Xbox Live Avatare und Kinect verwendet. Das Spiel sollte ursprünglich als kostenloses Xbox-Live-Arcade-Spiel erscheinen, wurde aber in „Kinect Joy Ride“ umbenannt und wurde ein Starttitel von Kinect. Später beteiligte sich BigPark an der Bereitstellung von interaktiven Inhalten. Als Microsoft um 2016 von Kinect abließ, wurden BigPark und mehrere andere Studios, die Teil der Kinect-Bemühungen waren, in das Unternehmen integriert.

## Spiele
- 2010: Kinect Joy Ride – Xbox 360
- 2011: Kinect Sports: Season Two – Xbox 360
- 2012: Joy Ride Turbo – Xbox Live Arcade